# پروژه بین‌المللی کمک به پناهندگان
پروژه بین‌المللی کمک به پناهندگان (به انگلیسی: International Refugee Assistance Project) برای سازماندهی دانشجویان حقوق و وکلا جهت توسعه و اجرای حقوق قانونی و انسانی برای پناهندگان و آوارگان فعالیت می‌کند.

## ماموریت‌ها
پروژه بین‌المللی کمک به پناهندگان در ابتدا پروژه‌ای از مرکز عدالت شهری در شهر نیویورک بود که توسط بکا هلر تأسیس و مدیریت می‌شد. این پروژه در ۲۳ دسامبر ۲۰۱۸، پروژه بین‌المللی کمک به پناهندگان به یک سازمان ۵۰۱ (سی)(۳) تبدیل شد.
پروژه بین‌المللی کمک به پناهندگان دفاتری در شهر نیویورک، اردن و لبنان دارد. این پروژه خواهان پرونده پروژه بین‌المللی کمک به پناهندگان علیه دونالد ترامپ و وکیل مشترک پرونده درویش علیه ترامپ است.